# ヨイショッ!
「ヨイショッ!」(よいしょっ!)は、近藤真彦の16作目のシングル。
1985年2月13日発売。発売元はCBS・ソニー。
なお、本項目ではリメイク版として2002年5月22日に発売された「ヨイショ!'02 〜日本の皆さんホメていきまショー〜」についても取り上げる。

## 解説
前作1984年9月「永遠に秘密さ」から5か月ぶりのリリース。RVC（RCA）からCBSソニーにレーベル移籍後初のシングルとなる。オリコンチャート発表の売上枚数は19.1万枚。
初回プレスのみ、男性でも躊躇なく店頭で買えるようにと、ジャケットは近藤の写った写真部分を内側に折り込んだピンナップタイプで発売。外からは、真ん中にMKマークの入ったレコード内袋右下に小さく「ヨイショ！／黄昏サンセット近藤真彦」と書いてあるのが見えるシンプルなデザインになっている。
この本楽曲で、1985年末の「第36回NHK紅白歌合戦」に5年連続5回目の出場を果たした。
元・中日ドラゴンズの彦野利勝外野手の応援歌に、同曲が用いられている。
1989年3月21日に、CBSソニー創立20周年「Platinum Single SERIES」の一枚として、カップリングを『夢絆』に差し替えた8cmCDが発売された。

## 収録曲
- 両楽曲共に、作曲：長沢ヒロ／編曲：戸塚修

1. ヨイショッ!
作詞：ちあき哲也
2. 黄昏サンセット
作詞：近藤真彦

## ヨイショ!'02 〜日本の皆さんホメていきまショー〜
『ヨイショ!'02 〜日本の皆さんホメていきまショー〜』は、近藤真彦の43作目のシングル（「MATCHY with O.A.I」名義）。2002年5月22日に発売された。発売元はソニー・ミュージックレコーズ。

### 概要
前作から4年ぶりのシングルで、近藤初のマキシシングル。TBS系日曜劇場『ヨイショの男』主題歌。本曲は1985年2月13日に発売された「ヨイショッ!」のセルフカバーだが、鈴木おさむによって歌詞が大幅にリライトされている。「MATCHY with O.A.I」のO.A.Iとは同ドラマの物語の舞台「あけぼの保険株式会社（Office Akebono Insurance）」であり、出演者である稲垣吾郎、浅野ゆう子、小林稔侍、矢田亜希子、市川染五郎（現十代目松本幸四郎）、畑野浩子が参加している。カップリングとして、1987年9月18日に発売された「泣いてみりゃいいじゃん」のリミックスバージョンを収録。

### 収録曲
1. ヨイショ!'02 〜日本の皆さんホメていきまショー〜
作詞：ちあき哲也・鈴木おさむ
作曲：長沢ヒロ
編曲：松本良喜
2. 泣いてみりゃいいじゃん '02 Remix ver.
作詞：康珍化
作曲：筒美京平
編曲：YAMATO
3. ヨイショ!'02 〜日本の皆さんホメていきまショー〜（Backing Track）